# Thibaudia diphylla
Thibaudia diphylla là một loài thực vật có hoa trong họ Thạch nam. Loài này được Dunal miêu tả khoa học đầu tiên năm 1839.